# Carl Hermann Lodemann
Carl Hermann Lodemann (* 31. Juli 1857 in Neustadt am Rübenberge; † 1897 in Berlin) war ein deutscher Jurist und Landrat.

## Leben
Carl Hermann Lodemann wurde als Sohn des Lüneburger Regierungspräsidenten Georg Lodemann (1827–1893) und dessen Ehefrau Louise Hasenbalg geboren und absolvierte nach dem Abitur ein Studium der Rechtswissenschaften. Nach der ersten juristischen Staatsprüfung war er als Referendar bei der Bezirksregierung Arnsberg tätig und kam nach dem großen juristischen Staatsexamen als Regierungsassessor zur Bezirksregierung Magdeburg und in das Reichsfinanzministerium.
Am 1. April 1885 wurde er zum Landrat des Landkreises Wittmund ernannt und übte dieses Amt bis zum 14. November 1889 aus, als er mit der kommissarischen Verwaltung des Landratsamtes im Landkreis Marburg beauftragt wurde. Am 16. Oktober 1890 wurde ihm das Amt definitiv übertragen.  Am 29. April 1892 wechselte er in die Staatsverwaltung und wurde zunächst kommissarischer Berater im Reichsinnenministerium und dort am 10. Juli des Jahres vortragender Rat und Geheimer Regierungsrat.
Dieses Amt übte er bis zu seinem Tod im Jahre 1897 aus.